# Centrum Bohuslava Martinů

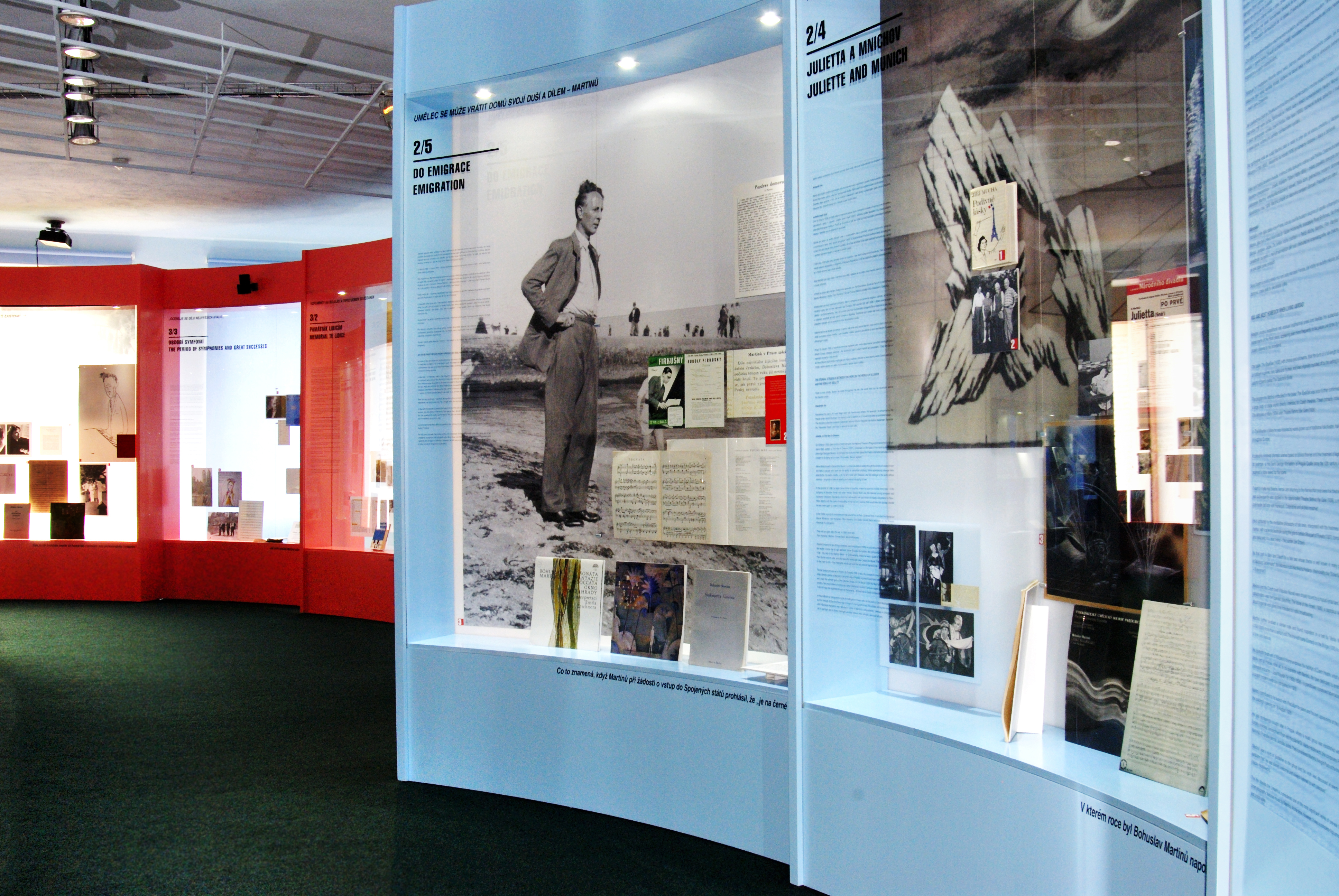
expozice "Barevný svět Bohuslava Martinů"

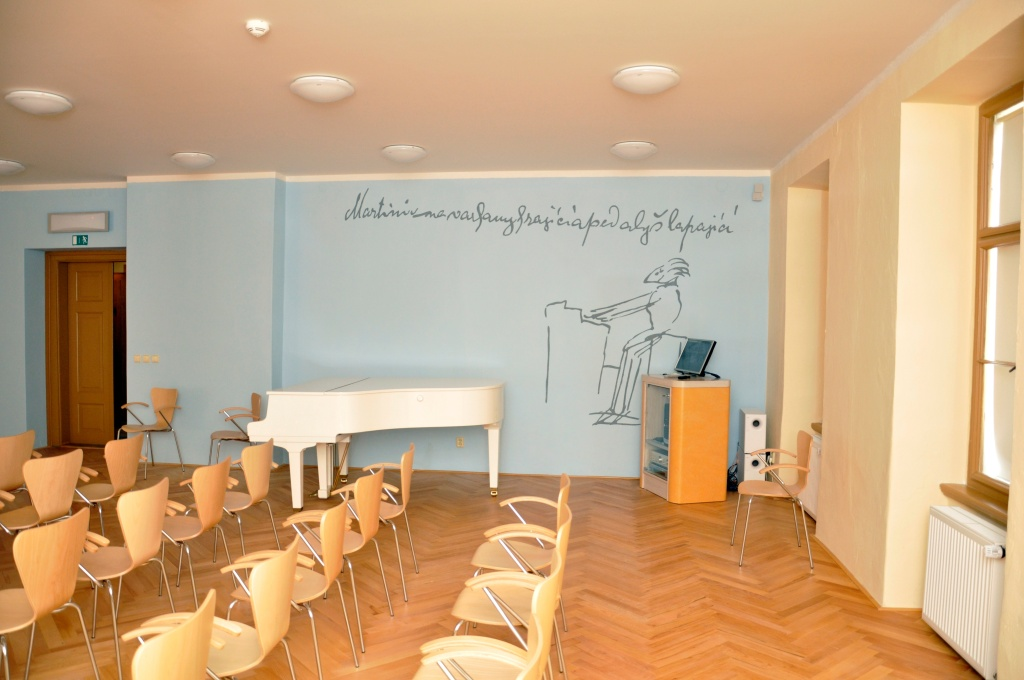
Audiovizuální sál CBM

Centrum Bohuslava Martinů v Poličce (dříve Památník Bohuslava Martinů) je jedním ze tří středisek Městského muzea a galerie Polička (Městské muzeum, Městská galerie a Centrum Bohuslava Martinů). Název nese od roku 2009, do té doby existovalo pod názvem Památník Bohuslava Martinů. Má vlastní logo a vyvíjí odbornou i propagační činnost, ale nejde o samostatný právní subjekt.

## Historie
Otevření muzea v Poličce, jehož součástí byly a jsou martinůovské expozice, předcházely dlouholeté snahy Muzejního spolku Palacký (existoval 1880–1958), jenž v Poličce dlouhodobě soustřeďoval exponáty všeho druhu, ovšem bez stálého muzejního uložení. Teprve v roce 1934 se podařilo získat budovu někdejších kasáren a pozdější chlapecké školy k trvalému užívání; spolek tak získal prostory pro trvalé uložení sbírek, i pro otevření stálých expozic. Tak bylo 28. října 1934 ve městě slavnostně otevřeno muzeum. Poličští pozorně sledovali hudební dráhu svého rodáka, v té době již uznávaného skladatele. Skladatelova sestra Marie věnovala muzeu první plakáty, novinové výstřižky a další dokumenty, které pečlivě shromažďovala. Prakticky hned po otevření muzea tak mohla být v nových prostorách zpřístupněna první malá výstava o Bohuslavu Martinů. Na sklonku roku 1945 byla z iniciativy muzejního spolku otevřena expozice B. Martinů v přízemí muzea. V roce 1957 muzeum připravilo větší expozici, jejímž autorem byl Iša Popelka (dlouholetý pracovník Martinůovských sbírek v Poličce). Současně započalo systematické budování sbírkového fondu Bohuslava Martinů díky rozsáhlé kolekci autografů a rodinných památek, které v roce 1957 muzeu věnovali skladatelovi sourozenci.
Rostoucí proslulost skladatelova díla a zájem o jeho osobu byl podnětem k vybudování Památníku Bohuslava Martinů, který byl slavnostně otevřen 12. května 1973. Na expozici se podíleli: PhDr. Iša Popelka (scénář expozice), Luboš Šperl (výtvarný návrh) a akad. arch. Miroslav Mašek (projekt). Bohužel byl Památník v této podobě v provozu pouze do jara 1976, kdy musela být expozice rozebrána a uskladněna, neboť budova muzea se dostala do havarijního stavu.
K 90. výročí od narození Bohuslava Martinů (1980) byla v Poličce realizována dlouhodobá expozice nazvaná „Cesty vedou domů“, konaná v přízemí Tylova domu. Výstava, jejímž autorem byl ředitel muzea PhDr. Jan Kapusta, přinesla méně známé dokumenty ze skladatelova života i díla. S dokončením rekonstrukce muzejní budovy v r. 1984 byl znovu otevřen i Památník Bohuslava Martinů (slavnostní otevření se konalo u příležitosti 25. výročí úmrtí skladatele 25. 8. 1984). Scénář expozice, vycházející v hlavních částech z verze z r. 1973, byl doplněn seriálem kreseb – karikatur ze skicáře B. Martinů a do té doby nezveřejněných fotografií skladatele, včetně fotografií ze smutečních slavností: z pohřbu Charlotte Martinů (1978) a z převozu ostatků B. Martinů ze Švýcarska do Poličky (1979). V průběhu dalších let bylo v muzeu instalováno několik stálých expozic věnovaných skladateli.
Poslední z nich byla uzavřena v srpnu 2006, neboť došlo k rozsáhlé rekonstrukci celé muzejní budovy. Nově bylo při ní vybudováno Centrum Bohuslava Martinů (CBM), jehož součástí je mj. nová stálá expozice nazvaná „Barevný svět Bohuslava Martinů“ (jejím autorem je PhDr. Jaroslav Mihule).  Expozice je rozdělena do 5 hlavních oddílů, které se věnují jednotlivým etapám života a tvorby skladatele: Poličská léta (1890–1922), Paříž a avantgarda (1923–1940),  Americký exil (1941–1952), Návrat do Evropy (1953–1959), Živý odkaz díla (1959–současnost). Součástí CBM je také Třída Bohuslava Martinů, dále audiovizuální sál (jeho stěnu zde zdobí zvětšenina vlastní karikatury skladatele: „Martinů na varhany hrající a pedály šlapající"), prostory pro obměňující se martinůovské výstavy a nová badatelna. Centrum Bohuslava Martinů bylo slavnostně otevřeno v r. 2009, kdy si kulturní veřejnost připomněla 50. výročí skladatelova úmrtí.
Otevřením Centra Bohuslava Martinů se podařilo výrazně obohatit kulturní služby města, neboť nově vybudované expozice o historii města, sklářství na Horácku, životě a díle Bohuslava Martinů a školní třídě Bohuslava Martinů oslovují nejen poličskou veřejnost, ale lákají do města také turisty z celé České republiky i ze zahraničí. Organizace zajišťuje také prohlídku galerie, rodné světničky Bohuslava Martinů ve věži kostela sv. Jakuba a gotického opevnění města. Plán kulturních akcí zahrnuje nejen tradiční výstavy, ale i přednášky, besedy, tvořivé dílny, školní vzdělávací programy a netradiční akce, které jsou věnovány regionální historii, umění a významným osobnostem Poličska.

## Součásti

### Třída Bohuslava Martinů

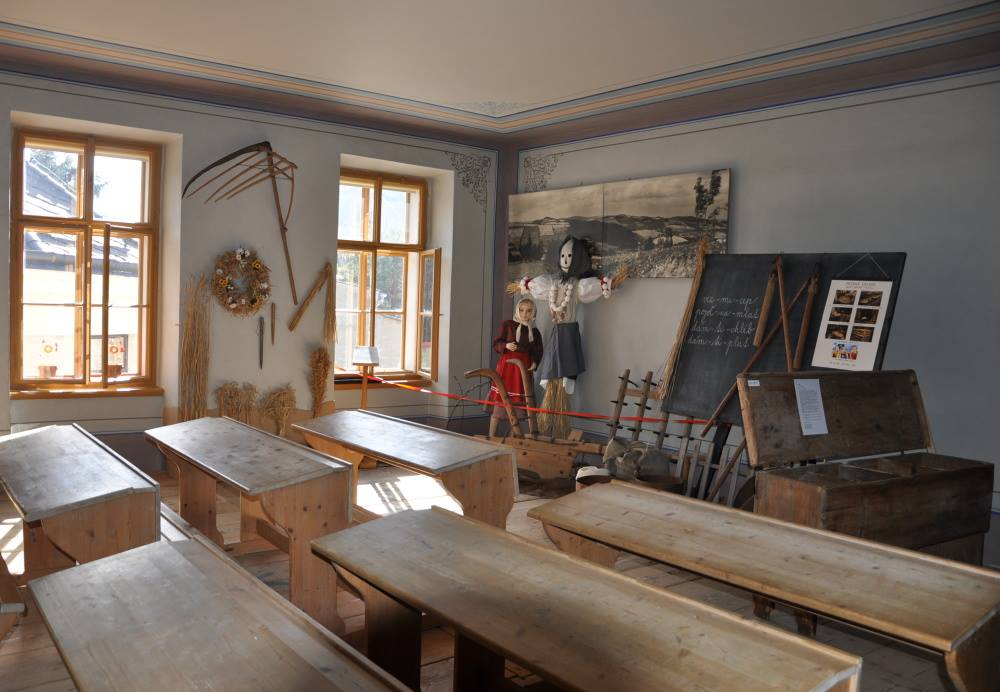
Třída Bohuslava Martinů v CBM

Třída Bohuslava Martinů je součástí Centra Bohuslava Martinů v Poličce.
Byla vybudována v r. 2009 při rekonstrukci budovy Městského muzea a galerie Polička jako připomínka období, kdy sem skladatel jako chlapec chodil do školy (budova dnešního muzea má bohatou minulost, sloužila mj. jako kasárna, či sklad soli; od r. 1841 v ní byla vybudována chlapecká škola). Prostora byla rekonstruována do podoby školní třídy z konce 19. století, ale současně vybavena řadou moderních interaktivních pomůcek a her pro výuku hudební výchovy a dějepisu. V současné době se prostory třídy využívají i pro pořádání krátkodobých výstav přibližujících život a zvyky našich předků v minulosti. 

### Reference

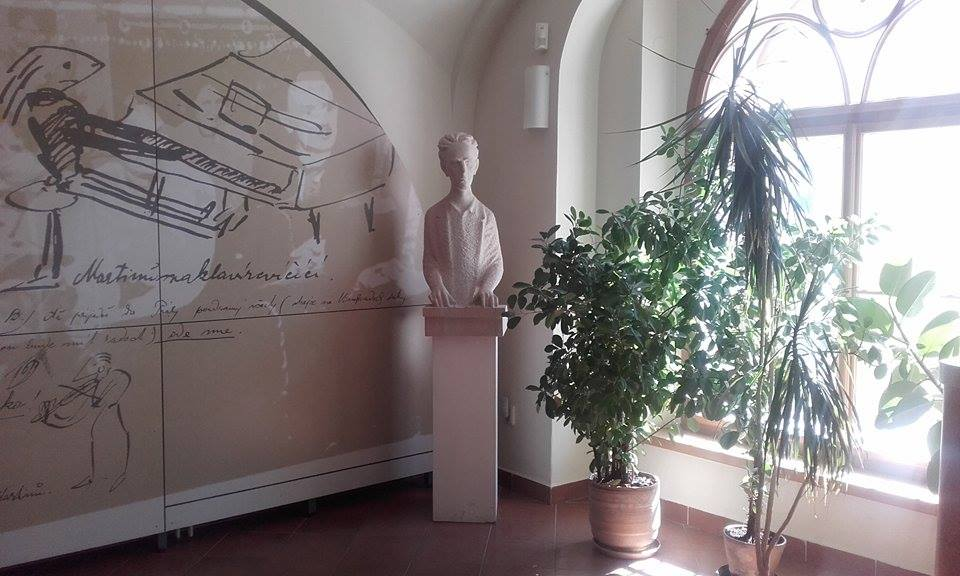
Busta Bohuslava Martinů ve vestibulu CBM